# Hari Merdeka
La Hari Merdeka (in italiano "Festa dell'indipendenza"), nota anche come Hari Kebangsaan (in italiano "Festa nazionale") è una giornata celebrativa nazionale malese istituita per ricordare la Indipendenza della Malesia. Si festeggia ogni anno il 31 agosto, data della Dichiarazione di Indipendenza 1957. La festa, definita nell'articolo 160 della Costituzione della Malesia, è segnato da cerimonie e osservanze ufficiali e non ufficiali.
La festa nazionale della Malesia, nonostante sia stata definita nella costituzione, non è considerata unilateralmente come la principale festività nazionale. Alcuni hanno chiesto di dare la priorità alla celebrazione del Hari Malaysia (in italiano giorno della Malesia), festività che commemorare la formazione della Malesia avvenuta nel 1963, in particolare da quelli della Malesia orientale, sostenendo che è illogico celebrare il 31 agosto 1957 come giorno nazionale in quanto "la Malesia" come entità nazionale esiste solo dal 1963.